# AEG-Kleinow-Gestell

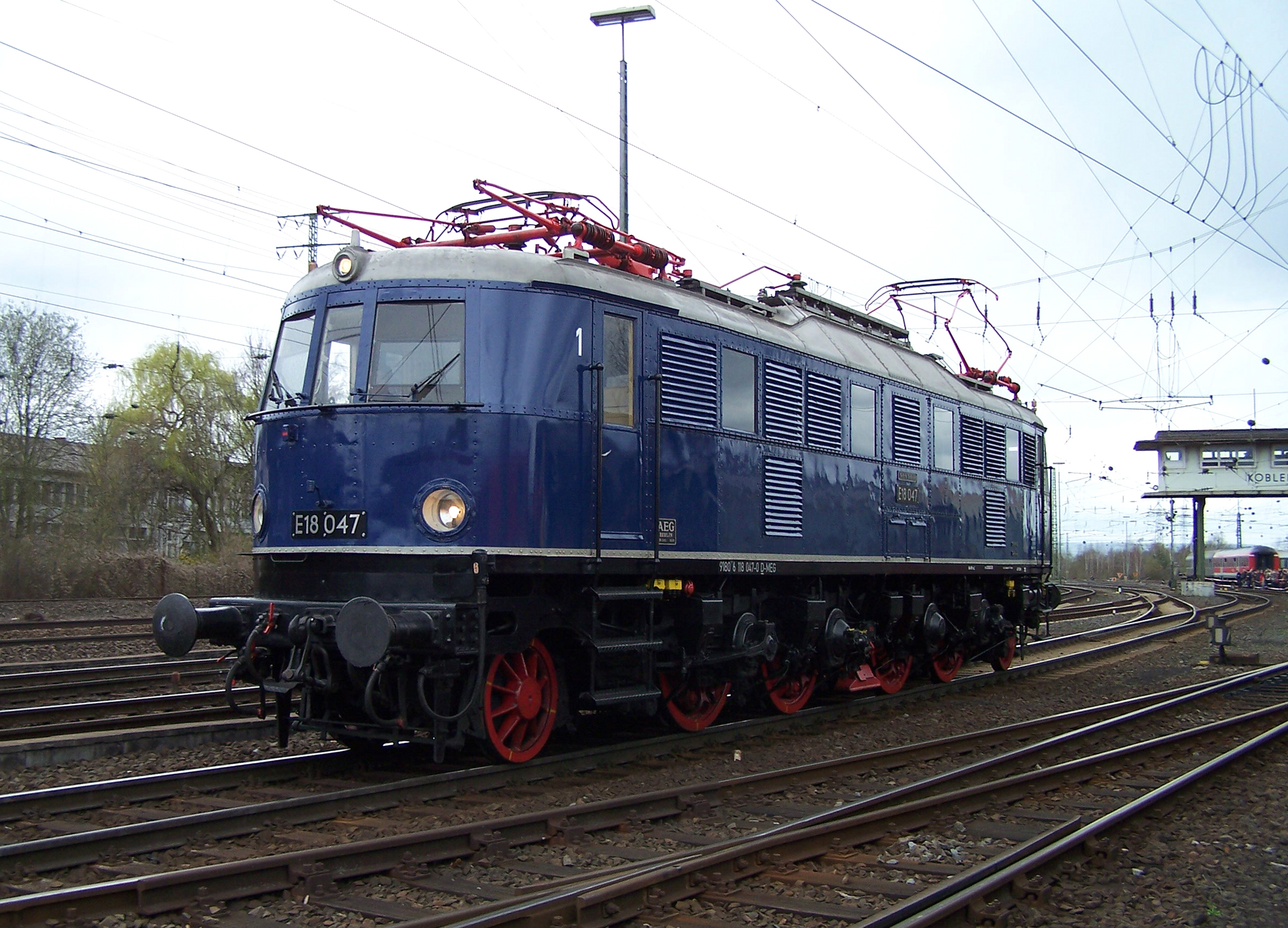
Elektrolokomotive E 18 047 mit AEG-Kleinow-Gestell

Das AEG-Kleinow-Lenkgestell ist eine Sonderform des Krauss-Helmholtz-Lenkgestelles speziell für die einrahmigen Elektrolokomotiven mit Hohlwellenantrieben wie dem Federtopfantrieb aus der Zeit vor dem Zweiten Weltkrieg. Entwickelt wurde es von Walter Kleinow für die elektrischen Lokomotiven der Reihen E 21.0, E 04, E 17, E 18 und E 19.
Bei diesen Lokomotiven waren die Treibradsätze außengelagert und die Achswellen durch den Federtopfantrieb mit einer im Rahmen gelagerten Hohlwelle umschlossen, wodurch die Deichseln des Krauss-Helmholtz-Lenkgestell nicht in Achsmitte anzulenken waren. Der Laufradsatz ist in einem Deichselgestell radial einstellbar gelagert. Der Anschluss an die Treibachse erfolgt statt in Achsmitte an einem Flacheisenbügel, der die Achslager der äußeren Treibachsen verbindet und ein markantes, von außen sichtbares Kennzeichen dieser Bauart ist.
Rückstelleinrichtungen gibt es sowohl am Drehzapfen als auch am Laufradsatz. Die Laufradsätze der E 17 konnten nach beiden Seiten um 90 mm ausschwenken. Die Drehzapfen erhielten bei diesen Lokomotiven eine Seitenverschiebbarkeit von 51 mm und die äußeren Treibradsätze von 10 mm nach jeder Seite. Bei den letzten mit AEG-Kleinow-Lenkgestellen ausgerüsteten Lokomotiven der Baureihen E 18 und E 19 werden die Rückstelleinrichtungen je nach Fahrtrichtung und Fahrgeschwindigkeit umgeschaltet. Das jeweils nachlaufende Lenkgestell, das die Lokomotive nicht führt, verhält sich bei diesen Maschinen wie ein Bisselgestell.